# Sinizna drewna
Sinizna drewna, barwica drewna – wada drewna z grupy zabarwień. Siniznę określa się jako smugi i plamy różnej wielkości, kształtu i barwy: od szarej do czarnej, występujące w drewnie różnych gatunków drzew.
Sprawcami sinizny są niektóre gatunki grzybów należących do workowców (Ascomycetes) i do grzybów niedoskonałych (Deuteromycetes). Porażenie zarodnikami następuje na skutek odsłonięcia drewna bielu przez usunięcie kory, jak również w wyniku zranienia. Porażeniu ulega świeżo wyprodukowana tarcica lub drewno okrągłe, czasami drewno konstrukcyjne. Rozwojowi sprzyja przede wszystkim odpowiednia wilgotność wewnętrzna drewna. Zależnie od gatunku grzyba optimum wilgotności wynosi 30-80% (minimum 20%, maksimum 80%), dlatego też sinizna nie występuje na drzewach pozostających na pniu (ze względu na dużą wilgotność bielu zaangażowanego w transport wody) ani na drewnie przeschniętym. Powstawaniu sinizny sprzyja również ciepła pogoda (optimum temperatury wynosi 20-25 °C). Grzyby sinizny posiadają dość dużą odporność na niskie temperatury, szczególnie grzyb Discula pinikola, który może rozwijać się w drewnie późną jesienią przy temperaturze –4 °C.
W Polsce duże znaczenie gospodarcze ma sinizna występująca na drewnie drzew iglastych, przede wszystkim na sośnie.
Sinizna obniża właściwości estetyczne pogarszając wartość rynkową surowca drzewnego. Wpływ na obniżenie właściwości mechanicznych jest znikomy. Badania laboratoryjne wykazują, że przerastanie grzybni następuje nie tylko przez jamki lejkowate, ale także bezpośrednio przez ściany komórek cewek z naruszeniem struktury drewna. Drewno zsiniałe zachowuje dłużej niż drewno zdrowe wilgotność powyżej 30%, na skutek czego wnikanie impregnatów olejowych jest znacznie utrudnione. Drobne uszkodzenia ścian komórkowych stwarza sprzyjające warunki dla rozwoju grzybów rozkładających drewno (powodujących zgnilizny).
Pomiar (podobnie jak czerwieni bielu): na przekroju czołowym pnia ustala się w sposób szacunkowy stosunek powierzchni bielu porażonego do całej powierzchni bielu. Również na czole mierzy się głębokość strefy wadliwego drewna, a jej wymiar wyraża się w cm. Na pobocznicy pnia określa się ją szacunkowo lub przez pomiar długości i szerokości strefy wadliwego drewna i obydwa wymiary wyraża się w [cm].

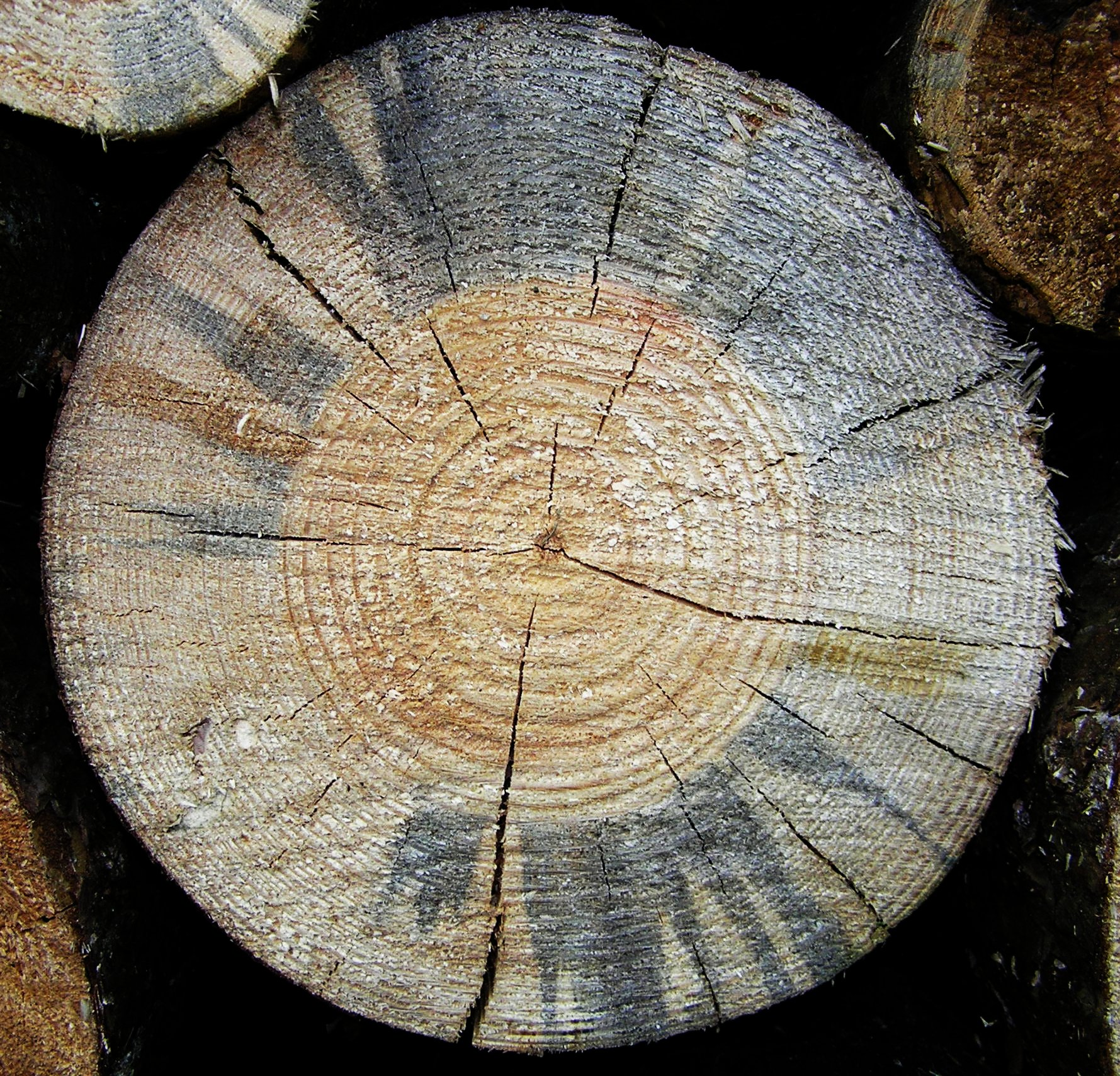
Sinizna na drewnie sosny pospolitej obejmująca smugi na około 1/2 powierzchni bielu
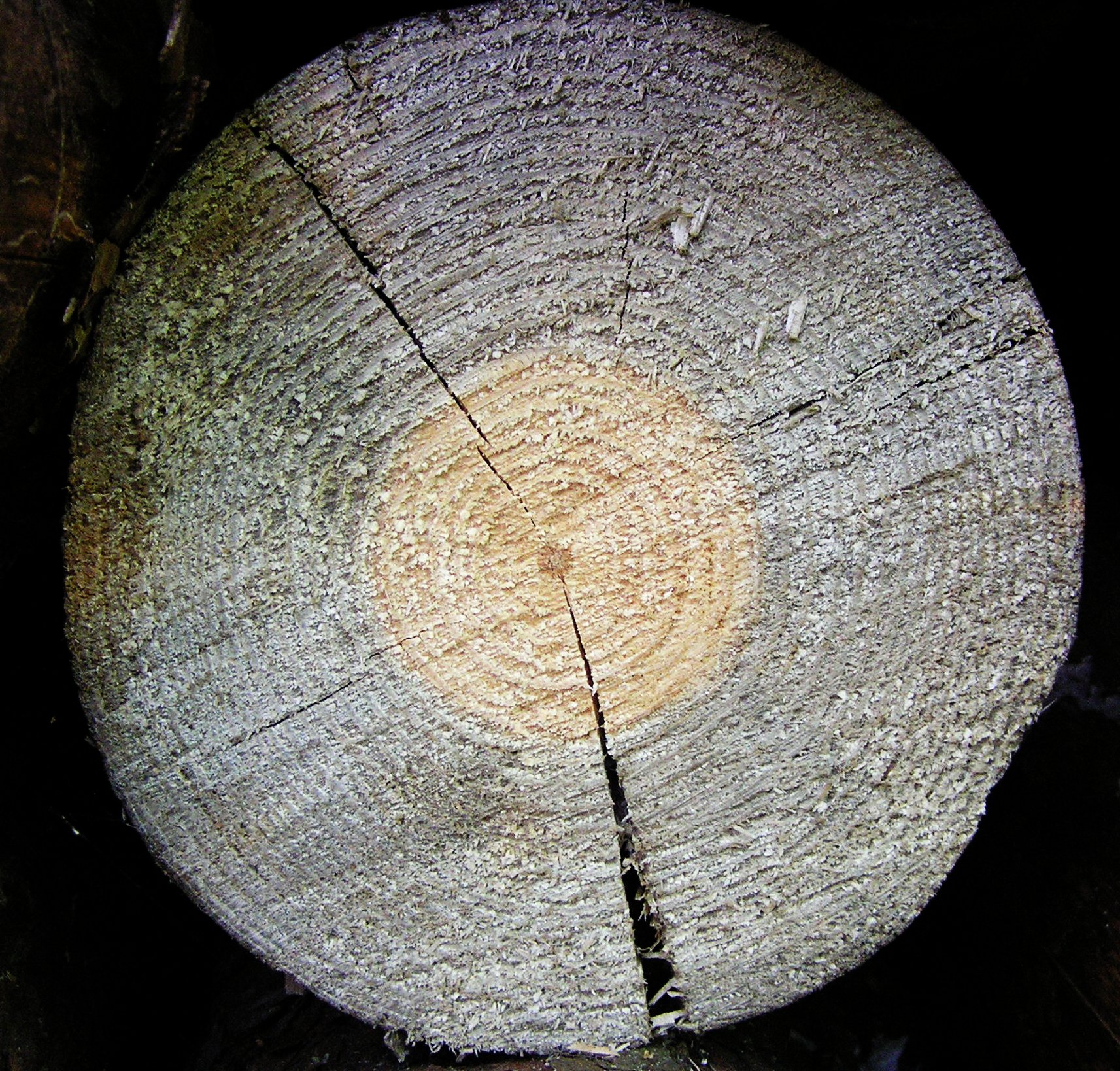
Sinizna na drewnie sosny pospolitej obejmująca całą powierzchnię bielu
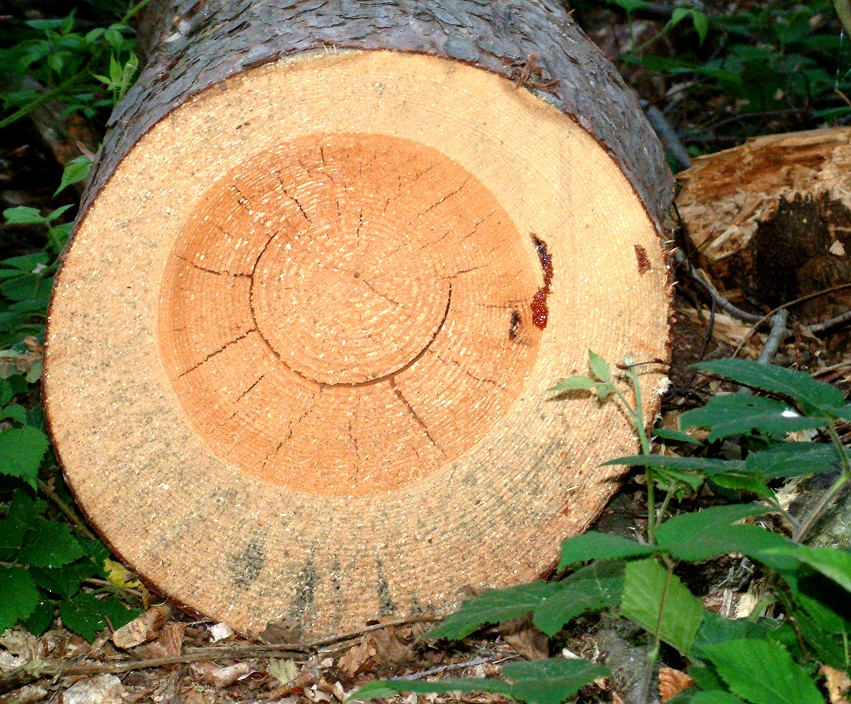
Sinizna na drewnie sosny pospolitej obejmująca smugi na około 1/4 powierzchni bielu